# Cavese 1919
Cavese 1919 Srl, thường được gọi là Cavese, là một câu lạc bộ bóng đá Ý có trụ sở tại Cava de 'Tirreni, Campania. Câu lạc bộ bắt đầu vào năm 1919 khi được thành lập với tên Unione Sportiva Cavese . Nó đã được thành lập lại với tên Pro Cavese vào năm 1974. Vào năm 2012, câu lạc bộ, được gọi là SS Cavese 1919 Srl vào thời điểm đó, đã sáp nhập với một bên địa phương khác "USD Pro Cavese 1394", nhưng vẫn giữ lại thương hiệu "Cavese 1919". Đội đã có mặt ở Serie B năm 1984.

## Lịch sử

### Từ U.S. Cavese, Pro Cavese đến S.S. Cavese 1919
Đội được thành lập vào năm 1919 với tên Unione Sportiva Cavese, và đã chơi trận đầu tiên với Salernitana, kết thúc với chiến thắng 3-2 cho aquilotti . Năm 1922, đội đã sáp nhập với Libertas Sports Club, một đội địa phương khác, để xây dựng một mặt cạnh tranh hơn. Cùng năm đó, đội được nhận vào Prima Divisione (tương đương với Serie A ngày nay). Sau một vài năm gần cuối bảng, cái chết của huấn luyện viên của họ và một cuộc khủng hoảng kinh tế dẫn đến việc họ bị giáng chức năm 1925.
Sau khi suy yếu ở cấp độ thấp hơn của bóng đá Ý trong 10 năm, SS Cavese đã được thăng cấp lên Prima Divisione (lúc đó trở thành giải đấu cao thứ 4) vào năm 1937. Với một sân vận động mới Stadio Francis Palmentieri và cầu thủ ngôi sao Virgilio Levratto, Aquilotti đã vươn lên Serie C. Tuy nhiên, vào năm 1948, câu lạc bộ gặp nhiều rắc rối về kinh tế, khiến họ trở lại các bộ phận nhỏ. Năm 1964, câu lạc bộ đã thi đấu nỗ lực Serie D mặc dù bị phạt 3 điểm. Năm 1974, Cavese sáp nhập với Pro Salerno, một đội Serie D khác và đổi tên thành Pro Cavese . Sau khi hợp nhất, tên của Pro Salerno đã được thành lập nhiều lần. Pro Cavese trở lại Serie C vào năm 1977 và lấy lại mệnh giá ban đầu vào năm 1980.
Năm 1981, Cavese đã có thể có được sự thăng hạng đầu tiên (và duy nhất) lên Serie B. Mùa giải Serie B đầu tiên cho Cavese kết thúc ở vị trí thứ 15 cho phép đội tránh xuống hạng. Mùa 1982-83 Serie B là mùa giải cao nhất từ trước đến nay đối với đội bóng của người bản địa trong toàn bộ lịch sử của nó: thực tế, Cavese gần như đã thăng hạng lên Serie A, kết thúc nửa đầu mùa giải ở vị trí thứ ba, điều này sẽ cho phép thăngha5ng, và thứ sáu vào cuối mùa. Mùa giải đó được ghi nhớ đặc biệt cho chiến thắng 2-1 tại San Siro trước AC Milan. Những người ghi bàn là Joe Jordan cho Milan, và Tivelli và Di Michele cho Cavese. Tuy nhiên, Cavese mùa tiếp theo đã xuống hạng Serie C1, và không thể đến Serie B nữa. Đội bóng thậm chí đã bị hủy bỏ khỏi bóng đá Ý vào năm 1991, và được nhận vào Eccellenza Campa với cái tên SS Cavese 1919.
Vào những năm 2000, Cavese đã trở lại các giải đấu chuyên nghiệp của Ý và trong mùa giải 2005-06 Serie C2, đội đã có thể giành chiến thắng trong giải đấu và trở lại Serie C1. Trong mùa giải 2006-07 Serie C1, vị trí thứ ba trong mùa giải thường cho phép Cavese chơi trận play-off thăng hạng: sau thất bại 5-2 trước Foggia ở lượt đi, Cavese suýt lật ngược nó ở trận lượt về, giành chiến thắng 3-1 và bị loại bởi bàn thắng muộn của Foggia.
Họ đã đánh bại Napoli 2-1 trong trận giao hữu vào đầu năm 2009.
Bắt đầu từ năm 2010, người hâm mộ của câu lạc bộ cũng trở thành cổ đông. Nhiếp ảnh gia địa phương, Michele Angelo Sica, trở thành giám đốc điều hành (tiếng Ý: Amministratore unico    ).
Vào cuối mùa 2010-11 Lega Pro Prima Divisione (ex-Serie C1), Cavese xuống hạng Lega Pro Seconda Divisione (ex Serie C2). Nhưng vào tháng 7 năm 2011, câu lạc bộ đã không kháng cáo chống lại việc loại đội bóng đầu tiên khỏi bóng đá chuyên nghiệp bởi Co.Vi.So.C. .
Sica cũng đã thực hiện một thông cáo báo chí vào tháng 8 năm 2011, nêu rõ logo và màu sắc của câu lạc bộ đã được sử dụng bởi những người khác mà không được chấp thuận. SS Cavese 1919 đã có một đội tham gia một giải đấu địa phương Campionato Regionale di Attività Mista trong mùa 2011-12.
Tư cách thành viên của "SS Cavese 1919 Srl " trong Liên đoàn bóng đá Ý cuối cùng đã bị thu hồi vào tháng 6 năm 2016, mặc dù câu lạc bộ đã đặt tên "Cavese 1919" cho câu lạc bộ thay thế  vào khoảng năm 2012.

### Từ USD Pro Cavese 1394 đến Cavese 1919
Vào tháng 7 năm 2012, một câu lạc bộ khác, USD Pro Cavese 1394, tỏ lòng tôn kính với một trong những tên trước đó, Pro Cavese, đã ký một thỏa thuận với SS Cavese 1919 để hoạt động như một câu lạc bộ thay thế. USD Pro Cavese 1394 cũng được áp dụng để chơi ở năm 2012-13 Serie D. Circa 2013-14 Pro Cavese được đổi tên thành USD Cavese 1919, và sau đó là tên hiện tại Cavese 1919 vào cuối những năm 2010.
USD Pro Cavese 1394 trước đây được gọi là ASD Città de la Cava 1394  [sic]   , có trụ sở tại Cava de 'Tirreni 2011–12 Eccellenza Campania. Cava đã giành chiến thắng trong trận play-off quốc gia của bộ phận đó, nhưng yêu cầu phải đặt cọc 31.000 € cho vị trí thực tế trong mùa giải 2012-13 Serie D. Trước năm 2011, đội được biết đến với cái tên Vis Sangiorgio  [sic]   , có trụ sở tại Castel San Giorgio. ASD Vis San Giorgio cũng tham gia 2010–11 Eccellenza Campania  . Câu lạc bộ có một tên khác là ASD Paestum Città dei Templi, có trụ sở tại Paestum frazione, Capaccio-Paestum (không bị nhầm lẫn với SS Akragas Città dei Templi), nhưng câu lạc bộ đã được tiếp quản bởi doanh nhân từ Castel San Giorgio vào năm 2009, và đề xuất đổi tên thành ASD Città di Castel San Giorgio  (đừng nhầm với đội khác của thành phố, chẳng hạn như ASD Castel San Giorgio (số đăng ký 620.901)  và ASD Castel San Giorgio Calcio (số đăng ký 620.516)  ). Paestum đã xuống hạng năm 2008–09 Eccellenza Campania  mùa, nhưnd9u7ou7c giữ lại vào ngày 31 tháng 7 năm 2009. Paestum được biết đến với cái tên U.S. Poseidon trước mùa giải 2005-06 (số đăng ký 61.766), cũng có trụ sở tại Capaccio-Paestum.
Một số người hâm mộ của SS Cavese 1919 ban đầu, cũng thành lập một câu lạc bộ thay thế khác " S.C.S.D Cava United FC" vào năm 2014  (số đăng ký 941.251), nói rằng họ vẫn là người hâm mộ của Cavese, nhưng không đồng ý với câu lạc bộ thành lập bằng cách mua danh hiệu thể thao từ câu lạc bộ khác. Cava United tham gia vào Terza Cargetoria. Trong khi Poseidon, một tiền thân khác của "Cavese 1919" hiện tại, cũng được thành lập lại với tên U.S. Poseidon 1958 tại Capaccio-Paestum (số đăng ký 620.531). Poseidon đến Promozione Campania vào năm 2014. Một đội khác, Aquilotto Cavese (số đăng ký 934.893), được thành lập bởi một hiệp hội người hâm mộ Associazione Sogno Cavese vào năm 2011, cũng liên quan đến năm 2014 thành lập Cava United.
Vào tháng 4 năm 2014, USD Cavese 1919 đã bị phạt 3 điểm trong mùa giải 2013-14 Serie D, trong khi Chủ tịch (tiếng Ý: Presidente ' Chủ tịch ') Salvatore Manna đã bị cấm bóng đá trong 1 năm, vì một số hành vi sai trái. Ông đã từ chức chủ tịch trong cùng một tháng. 
Cavese 1919 được thăng hạng trở lại Serie C vào năm 2018. Câu lạc bộ được chọn là một trong những đội thay thế không đăng ký tham gia 2018-19 Serie C. Dù Cavese đã lọt vào trận chung kết của vòng play-off thăng hạng 2017-18 Serie D Group H. Đội bóng cũng không đảm bảo một suất thăng hạng.

## Màu sắc và huy hiệu
Màu sắc của đội là xanh và trắng. 

## Cầu thủ

### Đội hình hiện tại
Tính đến 03 April 2023
Ghi chú: Quốc kỳ chỉ đội tuyển quốc gia được xác định rõ trong điều lệ tư cách FIFA. Các cầu thủ có thể giữ hơn một quốc tịch ngoài FIFA.
| Số | VT | Quốc gia  | Cầu thủ                 |
| -- | -- | --------- | ----------------------- |
| 1  | TM | Ý         | Edoardo Colombo         |
| 2  | HV | Ý         | Francesco Rossi         |
| 3  | HV | Ý         | Mattia Maffei           |
| 4  | TV | Ý         | Domenico Aliperta       |
| 7  | TĐ | Ý         | Mattia Gagliardi        |
| 8  | TV | Ý         | Giuseppe Palma          |
| 9  | TĐ | Ý         | Ciro Foggia             |
| 10 | TĐ | Argentina | Ezequiel Banegas        |
| 11 | TĐ | Ý         | Mattia Tumminelli       |
| 12 | TM | Ý         | Marco Angeletti         |
| 15 | HV | Ý         | Poalo Lomasto           |
| 17 | TV | Ý         | Emmanuel Cuomo          |
| 18 | TV | Ý         | Aldo Bezzon             |
| 19 | TĐ | Argentina | Nicolás Bubas           |
| 21 | HV | Ý         | Errico Altobello        |
| 23 | TM | Ý         | Samuele Puglisi         |
| 18 | TV | Ý         | Aldo Bezzon             |
| 24 | TĐ | Ý         | Antonio Bacio Terracino |
| 26 | HV | Ý         | Rafa Munoz              |
| 26 | HV | Ý         | Francesco D'Amore       |
| 27 | HV | Ý         | Davide Ludovici         |
| 29 | HV | Ý         | Matteo Fissore          |
| 30 | HV | Ý         | Kevin Magri             |
| 33 | HV | Ý         | Francesco Cinque        |

## Các quan chức của câu lạc bộ
| Role                 | Name                            |
| -------------------- | ------------------------------- |
| Owner                | Alessandro Lamberti             |
| Honorary president   | Alfredo Lamberti                |
| Vice presidents      | Marco Nagar e Angelo Piscitelli |
| CEO                  | PierLuigi De Flammineis         |
| General Advisor      | Marco Magari - William Trucillo |
| Secretary            | Giuseppe Pascarelli             |
| General Manager      | Clemente Filippi                |
| Sports Director      | Pietro Fusco                    |
| Team Manager         | Luca Bisogno                    |
| SLO                  | Gianmarco Amato                 |
| Manager              | Riccardo Tanimi                 |
| Press officer        | Michele Lodato                  |
| Social Media Manager | Luca Vitale                     |
| Sponsor manager      | Leo Di Marino                   |
| Youth manager        | Mario Terracciano               |
| Youth secretary      | Simone De Maio                  |

| Role              | Name                                               |
| ----------------- | -------------------------------------------------- |
| Head coach        | Emanuele Troise                                    |
| Assistant coach   | Domenico Di Cecco                                  |
| Goalkeeping coach | Domenico Corcione                                  |
| Fitness coaches   | Alberto Olianas Antonio Piccolo                    |
| Match Analyst     | Lorenzo De Lista                                   |
| Club doctor       | Catello Di Somma                                   |
| Osteopath         | Maurizio Circiello                                 |
| Masseur           | Francesco Ostieri                                  |
| Kit Men           | Giovanni Rossi Orazio Lambiase Giuseppe Armentante |

## Danh hiệu
- Serie D

Vô địch (1)': 2002–2003
- Supercoppa di Serie C

Chiến thắng: 2006